# كيمياء كهرومغناطيسية
الكيمياء الكهرومغناطيسية هي فرع من فروع الكيمياء الكهربية تتعامل مع التأثيرات المغناطيسية في الكيمياء الكهربية .

## التاريخ
- هذه التأثيرات تم فرض وجودها منذ زمن مايكل فاراداى .
- وأيضا كان هناك ملاحظات عن وجود تأثير هول في الشوارد الكهربية (المنحلات بالكهرباء) .
- حتى هذه الملاحظات , الكيمياء الكهرومغناطيسية كانت فضول داخلى، وبالرغم من ذلك فإن هذا المجال تطور سريعا خلال السنوات الماضية والآن أصبحت منطقة بحث نشطة .
- تساهم مجالات علمية أخرى في تطور الكيمياء الكهرومغناطيسية مثل الهيدروديناميكاالمغناطيسية و نظرية انتشار الحمل .

## تأثير المجال المغناطيسى
يوجد ثلاثة أنواع من التأثيرات المغناطيسية في الكيمياء الكهربية :
- على الشوارد الكهربية (المنحلات بالكهرباء) .
- على نقل الكتلة .
- على ترسيب المعادن .